# Prosopocoilus inclinatus hachijoensis
Prosopocoilus inclinatus hachijoensis es una subespecie de coleóptero de la familia Lucanidae.

## Distribución geográfica
Habita en Japón.